# Bobby Wilson (cestista 1944)
Robert F. Wilson, detto Bobby (1944), è un ex cestista statunitense, professionista nella ABA.